# ابوالفیروز
ابولفیروز(بولفریز) در جنوب مرکز دشتستان روستایی است از توابع بخش مرکزی در شهرستان دشتستان استان بوشهر ایران.

## جمعیت
این روستا در دهستان حومه دشتستان قرار داشته و بر اساس سرشماری سال ۱۳۸۵ جمعیت آن ۳۹۵نفر (۸۹خانوار) می‌باشد.